# Bula de Rodrigo de Borja

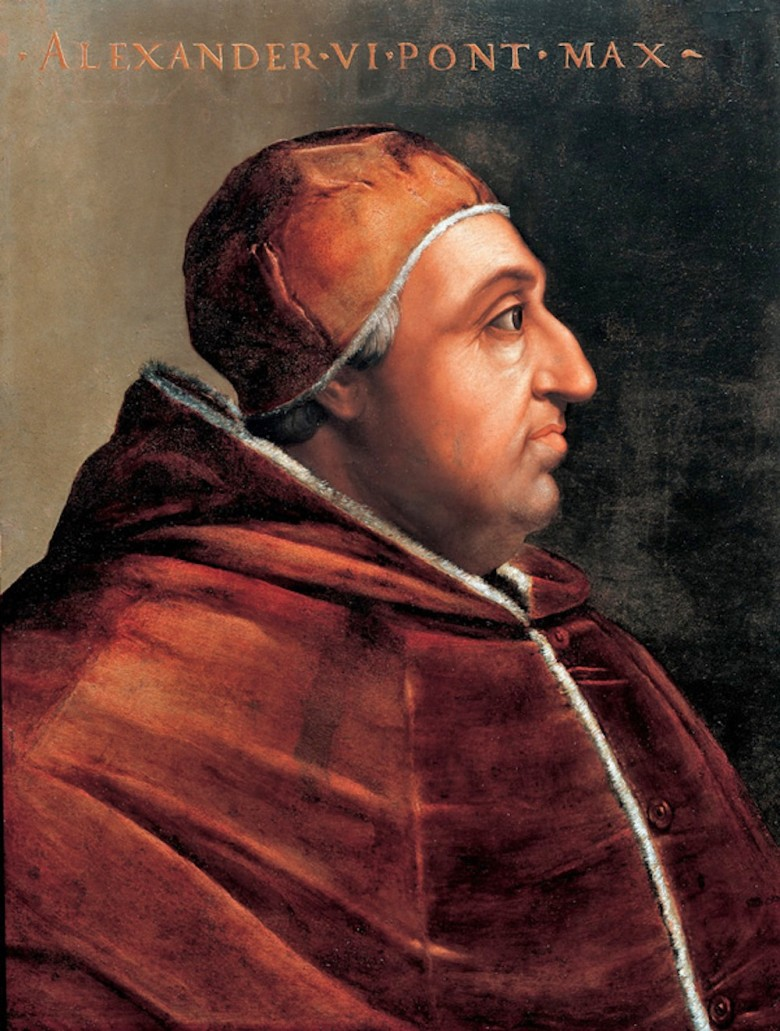
El papa Alejandro VI, emisor de la denominada Bula de Rodrigo de Borja.

Se conoce con el nombre de bula de Rodrigo de Borja o bula Klemperer a un documento histórico emitido por el pontífice español Alejandro VI (su nombre de nacimiento fue Rodrigo de Borja, de donde toma el apelativo) siendo todavía cardenal, cuya versión impresa se llevó a cabo presumiblemente en la ciudad de Segovia en el verano de 1473, por lo que estaría considerada como el documento impreso más antiguo de España, lugar que se disputa con la Bula de Guinea para la catedral de Sevilla que se conserva en la Biblioteca Nacional de España, y que está calculada su emisión también en 1473.

## Historia
Hasta el año 2007 el único ejemplar impreso conocido de esta bula era el que perteneció al alemán Victor Klemperer, descubierto por un librero anticuario en 1925 y que se perdió en el bombardeo de Dresde en 1945 durante la Segunda Guerra Mundial. El 22 de noviembre de 2007 fueron hallados cinco ejemplares más en el Archivo Catedralicio de Segovia, reutilizados para la encuadernación de dos incunables, únicos que se conservan en la actualidad de los 170.000 que pudieron llegarse a imprimir.
Fue promulgada en la congregación eclesiástica de Castilla y León, celebrada en Segovia entre enero y febrero de 1473, por Rodrigo de Borja cuando el papa Sixto IV le nombró legado pontificio en Castilla. Tuvo como fin recaudar dinero para la Cruzada contra el Imperio otomano, y por medio de ella la Santa Sede concedía indulgencia plena a las personas que contribuyeran económicamente en la causa.
Además de estos ejemplares impresos, se conservan al menos tres ejemplares manuscritos, localizados en el Archivo General de Simancas, que perteneció a Isabel la Católica; en la catedral de Toledo, perteneciente a la dama Constanza Fernández de Quirós, y en el Instituto Valencia de Don Juan, destinada a Leonor de Zúñiga, señora de Oropesa.